# Батайская волость
Бата́йская во́лость — историческая административно-территориальная единица Ростовского уезда Екатеринославской губернии, затем Ростовского округа Области Войска Донского с центром в селе Батайск.
По состоянию на 1886 год состояла из 2 поселений, 2 сельских общин. Население — 13968 человек (7016 мужского пола и 6952 — женского), 2285 дворовых хозяйств.
|                       | Площадь, десятин | В том числе пахотной, десятин |
| --------------------- | ---------------- | ----------------------------- |
| Сельских общин        | 34096            | 28968                         |
| Частной собственности | —                | —                             |
| Другой собственности  | 342              | 242                           |
| В целом               | 34438            | 29210                         |

Крупнейшие поселения волости:
- Батайск — село у реки Койсюг в 7 верстах от уездного города, 6958 человек, 1197 дворов, 2 православные церкви, школа, 16 лавок, кирпичный завод, рейнский погреб, 6 постоялых дворов. За полторы версты — железнодорожная станция Батайск.
- Койсюг — село у реки Койсюг, 6923 человека, 1088 дворов, 2 православные церкви, школа, 10 лавок, 2 рейнских погреба, земская станция.